# Neopanorpa byersi
Neopanorpa byersi is een insect uit de orde van de schorpioenvliegen (Mecoptera), familie van de schorpioenvliegen (Panorpidae). De wetenschappelijke naam van de soort is voor het eerst geldig gepubliceerd door Webb & Penny in 1979.
De soort komt voor in Thailand.